# Georgische Chronik des XIX. Jahrhunderts
Georgische Chronik des XIX. Jahrhunderts (Originaltitel: XIX saukunis kartuli kronika), (Грузинская хроника XIX века, Grusinskaja chronika XIX weka) ist ein sowjetischer Spielfilm, der in der Georgischen SSR unter der Regie von Alexander Rechwijaschwili im Jahr 1978 gedreht wurde.

## Handlung
Niko, studiert in Sankt Petersburg und kehrt in sein Heimatdorf zurück. Bei seiner kranken Mutter angekommen, erfährt er, dass das ganze Dorf bereits seit geraumer Zeit auf ihn wartet und auf seine Unterstützung hofft. Eine ausländische Investorengruppe will den Wald abholzen, der dem Dorf gehört. Niko geht zu seinem ehemaligen Lehrer, der gemeinsam mit Nikos Vater Dokumente zusammengetragen hat, die bestätigen sollen, dass der Wald dem Dorf gehört. Nun soll der Student ihre Rechte in der Stadt durchsetzen, in die er noch den gleichen Tag fahren will. Mit Gottes Segen wird er vom ganzen Dorf verabschiedet.
Bei den städtischen Behörden sucht sich Niko erst einmal den ihm als Ansprechpartner genannten Herrn Eradse auf, dem er einen Brief seines Lehrers übergibt und der ihm auch weiterhelfen will. Anschließend sucht er sich dann eine Übernachtungsmöglichkeit in der Stadt. Nach seiner Rückkehr in die Verwaltung lernt er bei der Suche nach dem Büro des Vorstehers, die Tochter des Beamten Eradse kennen, die im gleichen Haus mit ihrem Vater wohnt.
Endlich ist er im Büro des Vorstehers angekommen, der sich dann, nach Inhaltslosen Gerede, die entsprechende Akte bringen lässt. Hierin findet der Vorsteher auch die Vereinbarung, um die es geht. Es gibt aber noch eine offene Frage, denn eine Randbemerkung des Direktors kann keiner lesen. Ein hinzu gerufener Mitarbeiter liest den Text vor der sagt, dass dem Gesuch Genüge zu tun ist, wenn man von den Unterlagen ausgeht. Es ist ihm aber nicht Genüge zu tun. Dann stellt der Vorsteher noch fest, dass zwar ein Stempel vorhanden ist, jedoch eine Unterschrift fehlt. Niko verteidigt die moralischen Rechte der Dorfbewohner und sagt noch, dass wenn das Dorf den Wald nicht bekommt, ihn keiner erhalten wird.
Als Niko danach durch die Straßen der Stadt geht, die sich immer mehr leert, trifft er mit der Tochter von Herrn Eradse zusammen. Diese klärt ihn auf, dass es üblich ist, die Vertreter ausländischer Gesellschaften feierlich zu begrüßen und jetzt alle dort sind. In den Verhandlungen mit den Geschäftsleuten, die den Wald haben wollen, stellt sich heraus, dass der Vorsteher vorbehaltlos auf ihrer Seite steht. Wieder in der Verwaltung suchen Niko und Herr Eradse nach weiteren Unterlagen, finden auch welche, aber das sind nur Kopien, die nicht für eine Rechtsprechung ausreichen. Ohne Originale ist nichts zu machen. Der Vorsteher versteift sich nun in der Behauptung, dass Niko geistig nicht ganz gesund wäre und nur deshalb seine Forderungen stellen würde. Die ganze Angelegenheit könne nur der Direktor der Verwaltung entscheiden und der ist nicht da. Niko weiß jetzt Bescheid, dass das eine Absage ist.
Auf dem Heimweg durch den Wald wird er von drei Männern verfolgt, die den Auftrag haben, ihn zu töten, da er wegen seines Wissens als Student, weiterhin eine Gefahr für die dubiosen Geschäftsleute sein kann. Doch als sie ihn gefangen haben, haben sie plötzlich Angst vor dem direkten Mord, fesseln ihn nur und werfen ihn in eine tiefe Grube, aus welcher er sich nicht selbst befreien kann. Um ihren Auftraggebern zu beweisen, dass sie ihn doch umgebracht haben, nehmen sie seine Kleidungsstücke mit.
Der Vorsteher macht in einem Gespräch Herrn Eradse klar, dass einer der Investoren Gefallen an seiner Tochter gefunden hat und diese als Angestellte mitnehmen will. Für ihn selbst würde es auch eine bessere Stellung geben. Vor allen Dingen wäre es besser, als eine Bekanntschaft mit dem aufsässigen Studenten. Eradses Tochter macht sich inzwischen auf den Weg, um Niko in seinem Dorf zu suchen. Dort ist er jedoch nicht angekommen und sie macht sich auf den Rückweg durch den Wald. Hier wird sie von den drei gekauften Verbrechern gesehen und verfolgt. Während sie in einer alten Mühle sitzt, kommt der Arzt vorbei und will die Drei verjagen. Die haben Angst, dass er die Grube findet und erschießen ihn, um anschließen zu flüchten. Da auch der Arzt nicht aus dem Wald zurückkommt macht sich das ganze Dorf auf die Suche nach Niko und dem Arzt. Selbst der Vorsteher tut, als ob er sich daran beteiligt.

## Produktion und Veröffentlichung
Der Schwarzweißfilm hatte am 31. März 1980 unter dem Titel unter dem Titel Грузинская хроника XIX века in Moskau Premiere. Wie alle  georgischen Filme wurde Mezchramete saukunis kartuli kronika in georgischer Sprache gedreht und dann für die anderen Sowjetrepubliken Russisch synchronisiert.
In der Bundesrepublik lief der Film 1979 im Rahmen der XXVIII. Mannheimer Filmwoche. In der DDR wurde der Film im Rahmen der XII. Informationsschau neuer sowjetischer Filme im Juni 1981 in Berlin und Potsdam gezeigt.

## Auszeichnungen
- 1979: XXVIII. Mannheimer Filmwoche: Vier Preise verschiedener Jurys[2]